# Roystonea regia
Roystonea regia är en enhjärtbladig växtart som först beskrevs av Carl Sigismund Kunth, och fick sitt nu gällande namn av Orator Fuller Cook. Roystonea regia ingår i släktet Roystonea och familjen Arecaceae. Inga underarter finns listade i Catalogue of Life.

## Bildgalleri

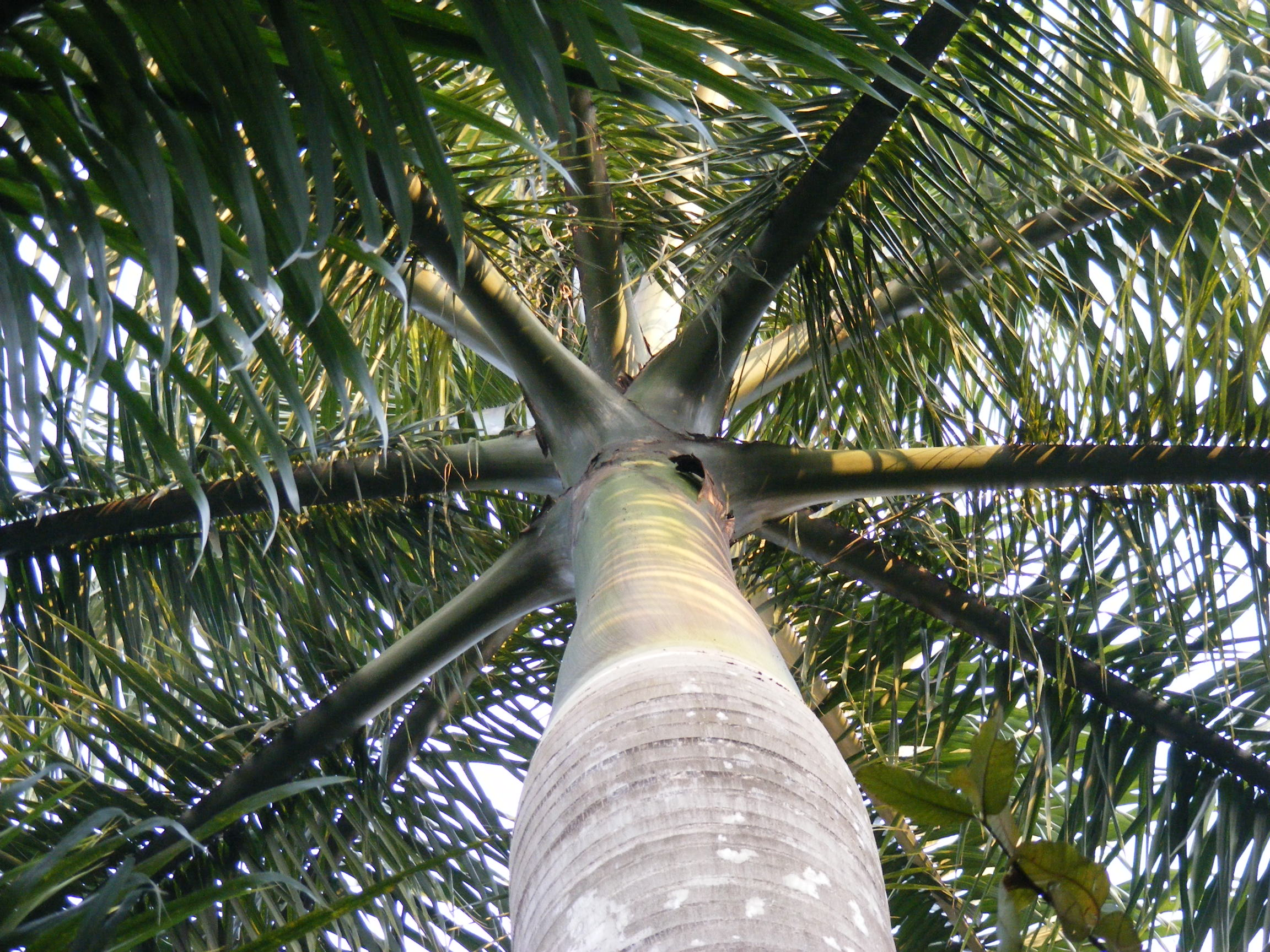
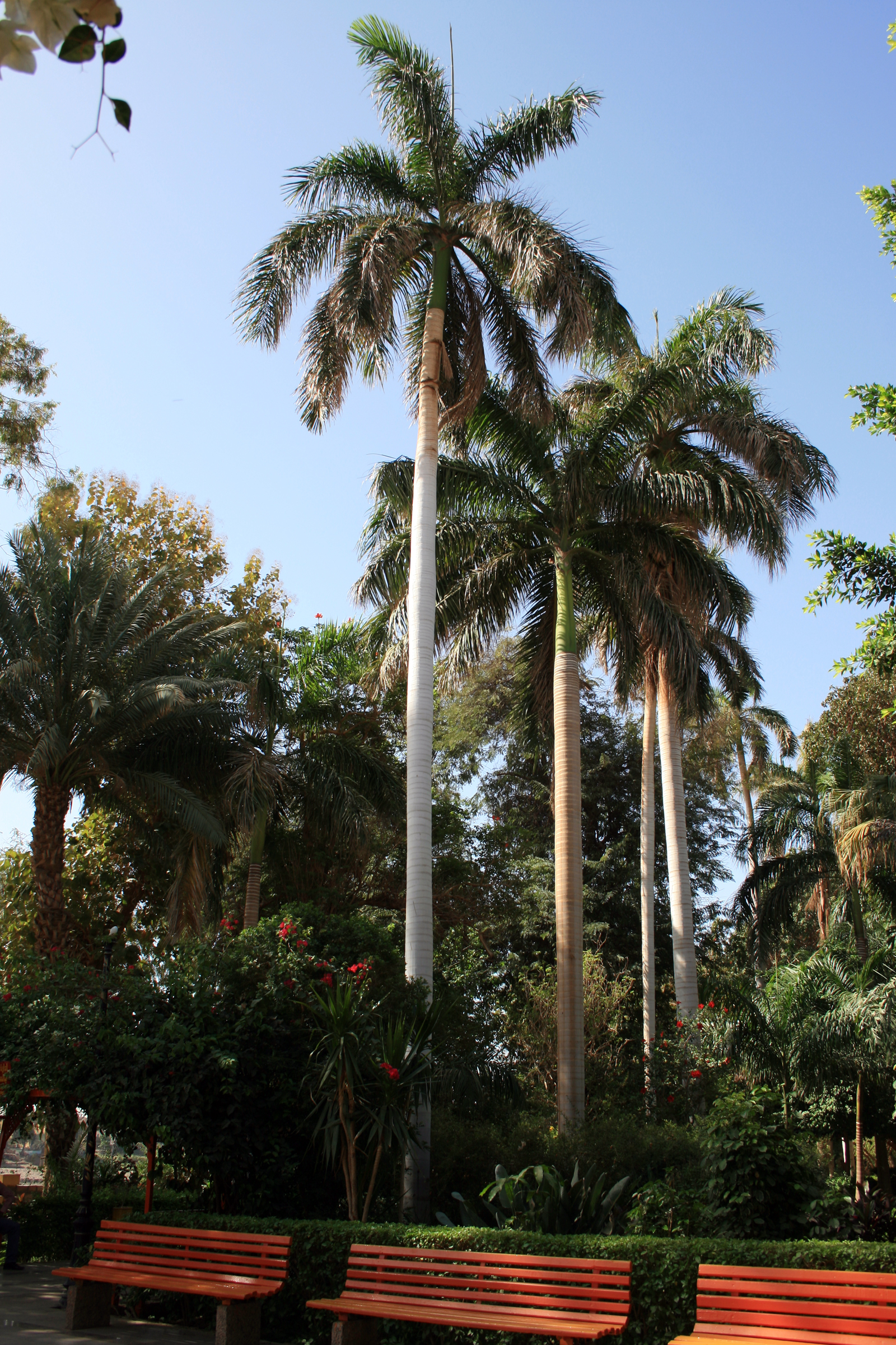
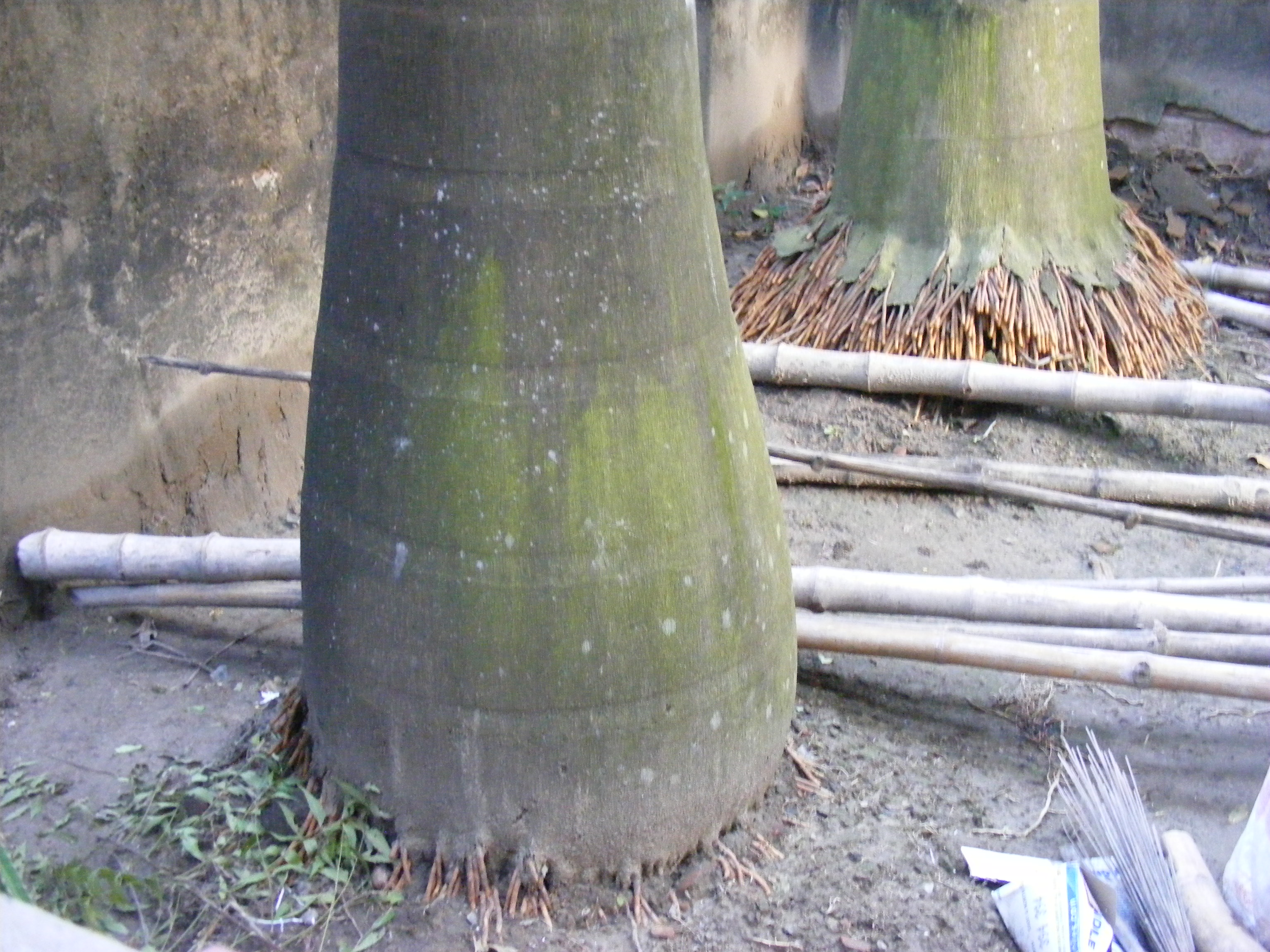
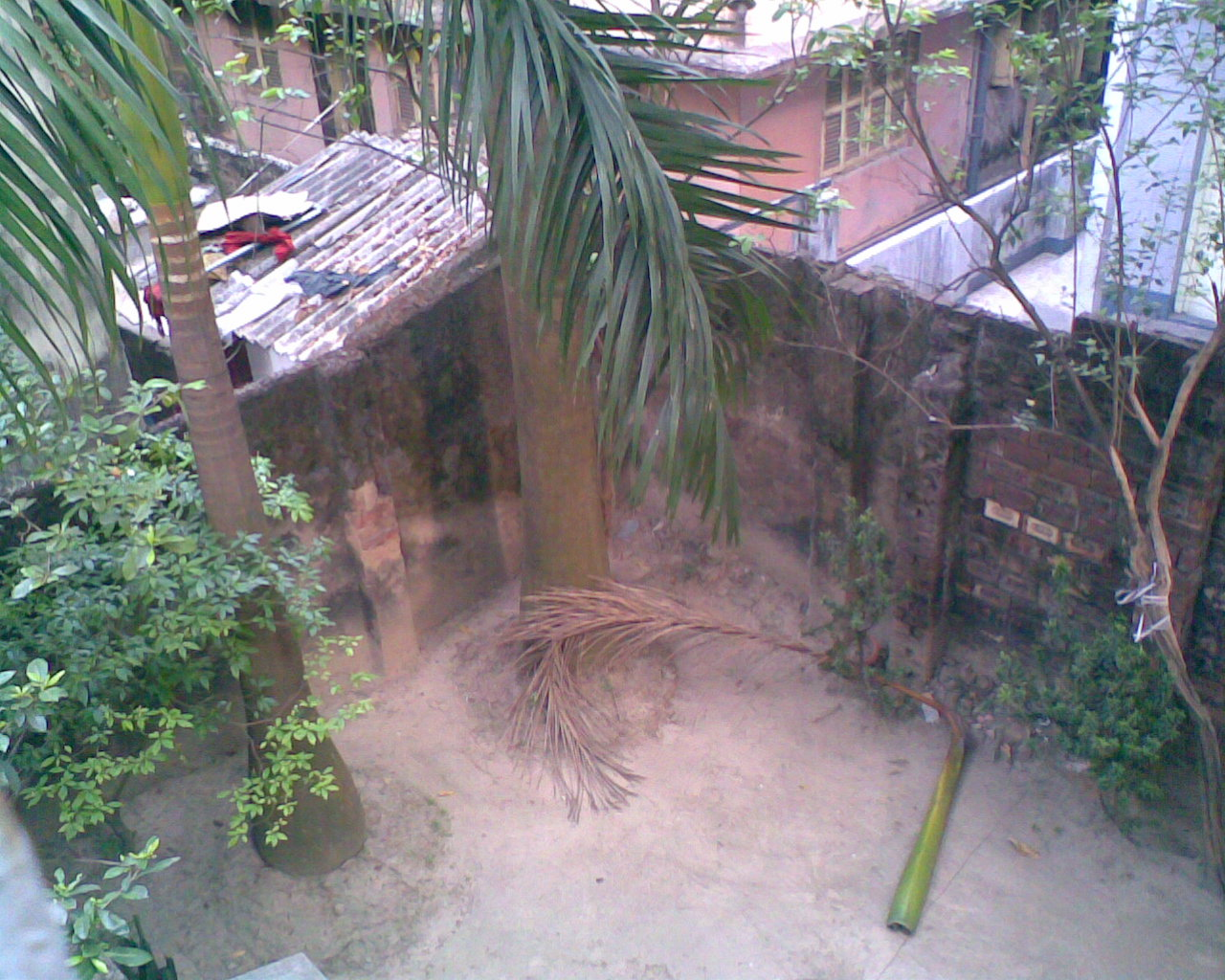
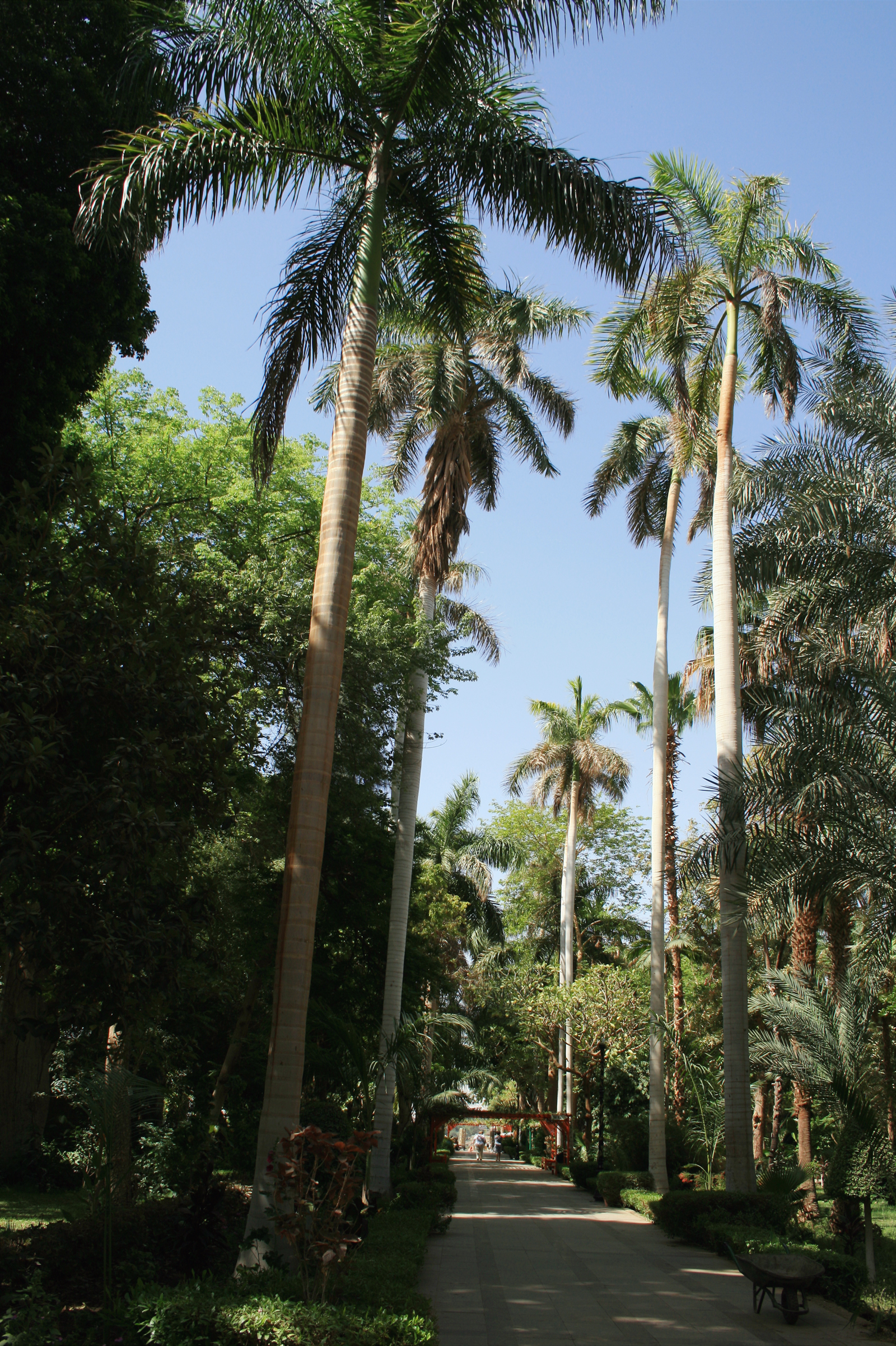